# V471 Tauri
V471 Tauri är en dubbelstjärna i Hyaderna. Stjärnparet kretsar kring varandra en gång var tolfte timme, och passerar runt varandra två gånger under denna tid, vilket orsakar förändringar i ljusstyrkan, av Algol-typ (EA/WD). Tidpunkterna då stjärnorna passerar framför varandra är inte helt regelbundna, något som antagits bero på en brun dvärg som stör deras banor. Dock upptäcktes ingenting då detta undersöktes med instrumentet SPHERE vid Very Large Telescope i Chile.
V471 Tauri är också en eruptiv variabel av RS Canum Venaticorum-typ (RS) Stjärnan varierar i visuell magnitud mellan 9,24 och 9,71 med perioden 0,52118301 d ygn eller 12,508392 timmar.